# Decaschistia trilobata
Decaschistia trilobata là một loài thực vật có hoa trong họ Cẩm quỳ. Loài này được Wight mô tả khoa học đầu tiên năm 1838.